# إيليتروس
سوتر هو بابا الكنيسة الكاثوليكية الثالث عشر وقديس وفق المعتقدات المسيحية، استلم أسقفية روما خلال الفترة الممتدة من حوالي 174 وحتى 189، وهو ولد في اليونان. المؤرخ هجيسيبوس قال أنه جاء إلى روما وعمل شماسًا في كنيستها منذ عام 154، وظل كذلك خلال عهد البابا سوتر الذي أصبح خلفه.

## موقفه من الحركة المونتانية
نشأت الحركة المونتانية في آسيا الصغرى، وخلال منتصف القرن الثاني وصلت إلى روما وبلاد الغال، وبلغت ذورة قوتها خلال حكم هذا البابا. تزامنت تلك المرحلة مع مرحلة اضطهادات تعرض لها المسيحيون خصصوًا في ليون جنوب فرنسا حاليًا، وقد وصل إلينا بعض المؤلفات القديمة التي تؤرخ لتلك الفترة، مثل رسائل يوسابيوس والتي تثبت أن الجماعة المسيحية في كلا المنطقتين أي إيطاليا وبلاد الغال، قد رفضوا الحركة المونتانية، غير أنهم دعوا للصبر عليها حفاظًا على الوحدة المسيحية. يقول المؤرخ القديم ترتليان أن البابا وبعد أن تردد طويلاً، وبعد دراسات مستفيضة لهذه العقيدة، قد أصدر مرسومًا بتحريم الانتماء والانتساب إلى العقيدة المونتانية. تجدر الإشارة أن الطائفة الغنوصية كانت لا تزال قوية وتحارب المسيحية في روما خلال تلك الفترة، ووفقًا للدليل البابوي الذي يصدره الكرسي الرسولي سنويًا، فإن البابا قد أصدر مرسومًا آخر بمحاربة الغنوصية، ومنع المسيحيين من احتقار أي نوع من الأغذية، على عكس الغنوصيين الذين تمسكوا بشريعة العهد القديم الغذائية.

## التبشير في بريطانيا
هناك تقاليد قديمة تنسب أنه خلال عهد هذا البابا وصلت المسيحية إلى بريطانيا، ورغم أن الدليل البابوي لا يتكلم أبدًا عن مثل هذه القضية، إلى التقليد مدعومًا من وثائق قديمة إلا أنها متأخرة عن القرن الثاني يذكر صراحة أنه في عهد هذا البابا، أرسل ملك بريطانيا رسالة له تفيد بأنه يود «أن يصبح مسيحيًا وبإرداته الخاصة». تبلث مثل هذه المواضيع، فرضيات في ظل غياب التمكن من التحقق لمدى صحتها. غير أنه من الثابت، أنه ومع نهاية القرن الثاني كانت هناك جماعات من المسيحيين في جنوب بريطانيا، وربما كانت تلك إشارة إلى زعماء القبائل التي كانت منتشرة حينذاك، ففي تلك العصور كان يطلق على زعماء القبائل اسم «ملك»، ويبدو هذا الاحتمال أقرب إلى الواقع. عمومًا فإن محاولات وضع سجلات تأريخية دقيقة عن هذا البابا لن تتم إلا في النصف الأول من القرن السادس، ولذلك فإن المؤرخين يتعاملون بنوع من الحذر والشك، في أي معلومة منسوبة إلى هذا البابا. غير أن هذه القصة، تلبث مهمة في إثبات شرعية الأسبقية الرومانية على كنائس الغرب على وجه الخصوص، عدد من النقاد يقول، أنه عند جمع السيرة الأولى للبابا في القرن السادس كانت فكرة أسبقية روما آخذة في الصعود، وعمومًا فإن صعودها لن يكتمل سوى في القرن السابع. هناك من يقول أن هذه القصة رويت بعد الخلافات في تلك الفترة بين الكنيسة البريطانية وبعثات الرهبنة الأوغسطينية بهدف تبيان قدم العلاقة مع كنيسة روما، غير أنه من غير الممكن البرهنة على هذه النظرية أيضًا. بيد أنه تجب الإشارة أن كتابًا إنكليز قدماء من أمثال دي بي (637 - 735) قد ذكر هذه القصة في عدد من مؤلفاته. هناك من يقول أن المقصود لم يكن ملك بريطانيا أصلاً بل الملك السوري في الرها أبجر التاسع، غير أن أخطاء النسخ والنسخ المتعاقب، حرّف بشكل تظهر به بريطانيا بدلاً من الرها.

## وفاته
توفي البابا في 24 مايو، ودفن في تلة الفاتيكان قرب القديس بطرس، ثم نقل رفاته إلى كنيسة سان بينا جيوفاني بناءً على طلب شقيقة البابا سيكتوس الخامس وذلك عام 1591، ويحدد عيده في 26 مايو.